# Hervé Barbaret
Hervé Barbaret, né le 22 janvier 1966 à Saint-Brieuc dans les Côtes-d’Armor, est un haut fonctionnaire français. 
Conseiller maître à la Cour des comptes, il dirige depuis 2019 l’agence France-Muséums.

## Biographie

### Famille et formation
Hervé Roland Barbaret naît le 22 janvier 1966 à Saint-Brieuc du mariage de Georges Barbaret, directeur de coopérative agricole, président de la Fédération française de golf et conseiller du commerce extérieur de la France, et de Michèle Pastre.
Le 18 juin 1993, Hervé Barbaret épouse Marie Lecat, directrice du développement, conseillère du commerce extérieur de la France,,. De ce mariage naissent trois enfants.
Après des études secondaires au lycée de Landerneau puis des études supérieures à l’université Paris-Dauphine, il obtient un magistère en science de gestion et un diplôme d'études supérieures spécialisées (DESS) de gestion de la télévision, des télécommunications et de la télématique.

### Carrière professionnelle
Ancien élève de la promotion Léon Gambetta (1991-1993) de l’École nationale d’administration, il est — à sa sortie — nommé auditeur à la Cour des comptes. De 1994 à 1995, il est membre de la mission permanente de contrôle des comptes de l'Organisation des Nations unies pour l'alimentation et l'agriculture (FAO). 
En 1997, il est nommé chargé de mission au cabinet du ministre délégué à la jeunesse et aux sports. En 1998 et 1999, il est détaché à la Direction des constructions navales en tant que directeur délégué du projet gestion DCN 2000. De 2000 à 2002, il est conseiller commercial près l'ambassade de France en Inde à New Delhi. 
En 2003-2004, il est chef du secteur audiovisuel public à la Cour des comptes. En 2004, il est nommé directeur général délégué de la Cité de l'architecture et du patrimoine. 
En 2007, il est nommé administrateur général adjoint du musée du Louvre puis administrateur général en 2009 où il conduit les créations du musée du Louvre : Louvre-Lens, Département des arts de l'Islam du musée du Louvre, Louvre Abou Dabi,. C'est également pendant son mandat que la sécurité du musée s'améliore avec une nette diminution des vols à la tire, Hervé Barbaret souhaitant que le Louvre soit : « un lieu de sérénité où l’on ne doit pas se sentir en insécurité »,. Il occupe ce poste jusque 2015 où il est nommé directeur du Mobilier national et des manufactures de Gobelins, de Beauvais et de la Savonnerie (2015-2017) : il propose de « réorganiser les réserves, véritables cavernes d'Ali baba ». Entre-temps, en 2008, il est rapporteur général de la commission pour une nouvelle télévision publique,. 
Le 29 juin 2017, il est nommé secrétaire général du ministère de la Culture. 
Depuis octobre 2019, il est directeur général de l’agence France-Muséums.

## Distinctions

### Décorations
Le 14 mai 2013, Hervé Barbaret est nommé chevalier de l’ordre national du Mérite au titre de « administrateur général du musée du Louvre ; 21 ans de services » et le 25 mars 2016, chevalier de l'ordre national de la Légion d'honneur au titre de « directeur du Mobilier national et des manufactures des Gobelins, de Beauvais et de la Savonnerie ; 24 ans de services ».
Nommé chevalier de l'ordre des Arts et des Lettres en janvier 2010, il est depuis promu officier puis commandeur. 
Capitaine de frégate (de réserve) lors de son service national en océan indien et dans le golfe arabo-persique durant le conflit de 1990, il obtient la médaille d'Outre-Mer.[réf. nécessaire]

### Grades
Auditeur de 2e classe à la Cour des comptes en 1993, il est nommé auditeur de 1re classe le 14 novembre 1994, conseiller référendaire de 2e classe (1er tour) le 5 juillet 1996 puis conseiller maître (hors tour) le 1er juillet 2010,.
Le 9 janvier 1998, il est promu au grade de commissaire de 1re classe de réserve pour prendre rang le 1er octobre 1997.

### Journal officiel
1. ↑  Décret du 4 février 1999 portant nomination de conseillers du commerce extérieur de la France.
2. ↑  Décret du 24 février 2016 portant nomination de conseillers du commerce extérieur de la France.
3. ↑  Décret du 27 août 2019 portant nomination de conseillers du commerce extérieur de la France.
4. ↑  Arrêté du 22 mars 1991 portant nomination d'élèves à l'Ecole nationale d'administration.
5. ↑  Arrêté du 16 mars 1993 portant affectation aux carrières des élèves de la promotion 1991-1993 de l’École nationale d'administration ayant terminé leur scolarité au mois de février 1993.
6. ↑  Arrêté du 9 octobre 2009 portant nomination de l'administrateur général de l'Etablissement public du musée du Louvre.
7. ↑  Décret du 29 juin 2017 portant nomination du secrétaire général du ministère de la culture - M. BARBARET (Hervé).
8. ↑  Décret du 14 mai 2013 portant promotion et nomination.
9. ↑  Décret du 25 mars 2016 portant promotion et nomination.
10. ↑  Décrets du 14 novembre 1994 portant nomination (Cour des comptes).
11. ↑  Décrets du 5 juillet 1996 portant nomination (Cour des comptes).
12. ↑  Décret du 1er juillet 2010 portant nomination (Cour des comptes).
13. ↑  Décret du 9 janvier 1998 portant promotion et nomination dans les cadres des officiers de réserve.

### Autres sources
1. 1 2 3 4 5 6 7  Who's Who in France, édition 2015, p. 192.
2. ↑  
Marie-Sophie Ramspacher, « Hervé Barbaret Second du commandant au Louvre », sur le site du quotidien Les Échos, 13 novembre 2009 (consulté le 14 novembre 2020).
3. ↑  
« Le Louvre. Hervé Barbaret relève les défis », sur un site du quotidien Le Télégramme, 20 décembre 2009 (consulté le 15 novembre 2020).
4. ↑  
Florence Evin, « Hervé Barbaret nommé à la tête du Mobilier national », sur le site du quotidien Le Monde, 5 août 2015 (consulté le 15 novembre 2020).
5. ↑  
Claire Barrois, « Sécurité au Louvre, les solutions », sur le site du quotidien La Croix, 11 avril 2013 (consulté le 15 novembre 2020).
6. ↑  
Caroline Sallé, « Au Louvre, les vols à la tire ont reculé de 75 % depuis la grève d'avril », sur le site du quotidien Le Figaro, 6 juin 2013 (consulté le 15 novembre 2020).
7. ↑  
Claire Bommelaer, « Un nouveau directeur pour le Mobilier national », sur le site du quotidien Le Figaro, 23 juin 2015 (consulté le 15 novembre 2020).
8. ↑  
Claire Bommelaer, « Hervé Lemoine relève le défi du Mobilier national », sur le site du quotidien Le Figaro, 25 janvier 2018 (consulté le 15 novembre 2020).
9. 1 2  
Antonin Gratien, « MUSÉE - Hervé Barbaret quitte la rue de Valois pour l’Agence France-Muséums », sur le site du bimensuel Le Journal des arts, 1er octobre 2019 (consulté le 14 novembre 2020).
10. ↑  Rapport de la Commission pour la nouvelle télévision publique, présenté au président de la République le 25 juin 2008, rapporteur général : Hervé Barbaret, p. 50 sur 77 [lire en ligne].
11. ↑  Nomination ou promotion dans l'ordre des Arts et des Lettres janvier 2010.